# 로빈후드 효과
로빈후드 효과(Robin Hood effect)는 경제에서 불평등을 해소하기 위하여 부를 재분배할 경우 오히려 전체적인 사회적 부가 축소된다는 주장이다. 영국 민담의 의적인 로빈 후드의 이야기에서 따왔다. 로빈후드법칙이라고도 한다. 주로 정치적으로 우파적 시각에서 사회적 분배, 부유층에 대한 누진세율, 복지정책 등 공산주의와 사회주의 정책을 비판하기 위한 논리로 사용되며 불법다운로드로 인해 저작권자의 피해로 인해 결국 소비자에게 피해가 돌아간다는 논리로 쓰이기도 한다.

## 부의 재분배
부자에게서 부를 뺏어 가난한 자에게 나눠준다는 의적의 이미지는 우파적 시각에서 좌파의 사회적 부의 분배와 동일시되고 있다. 우파적 시각에서 부는 분배되는 것이 아니라 부자에게서 가난한 자에게로 순환되어야하는 것이며 이를 통해 전체적 사회의 부가 유지되고 증가할 수 있다고 믿는다. 그래서 돈을 아무리 가난한 자에게 주더라도 현실적으로 가난의 문제를 해결하는 데 소용이 없음을 주장한다.

### 장학금과등록금
가난한 학생에게 장학금을 주는 일은 일반적이지만 이는 등록금을 인상하는 데 영향을 준다. 따라서 시간이 지날수록 등록금은 인상하게 되고 가난하지 않아 등록금을 내야하나 경제적으로 넉넉하지 않은 학생의 부담은 더욱 더 커지게 된다. 이 때문에 전체적으로 볼 때 장학금 때문에 생기는 부의 분배효과보다 부정적이라고 본다면 이것은 로빈후드효과의 일종이라고 할 수 있다.

### 로빈후드 법
1993년 미국 텍사스 주에서는 공립 학교 재정을 위한 재산세법을 제정하여 상류층으로부터 더 세금을 걷어 가난한 층이 사는 지역의 공립학교에 자원을 재분배하고자 하였다. 이러한 법에 대한 비판적 시각에서 이법에는 로빈후드 법이라는 별명이 붙었고 보수층의 반발을 불러 일으켰다.

### 저작권과 로빈후드 법칙
고속 인터넷을 통한 콘텐츠의 다운로드가 인기를 끌면서 음악, 영화등을 불법다운로드하는 일이 많아졌고 이에 따라 음악업계와 영화,TV 영상 콘텐츠, 신문, 잡지등의 구미디어 업계에서는 수익이 떨어지는 위기를 겪게 되었다. 이런 현상의 배경으로 불법 다운로드를 받는 사람들이 유명 콘텐츠 저작권자와 제작회사들이 많은 돈을 벌고 있으며 이들의 콘텐츠를 좀 훔치더라도 대수롭지 않다는 심리가 있는 것으로 분석하였다. 그래서 이러한 불법 다운로드는 업계의 사업을 파괴하고 결국 시장을 파괴하여 소비자와 전체적 불이익을 가져온다는 파국적 상황이 예상된다고 주류미디어 업계에서는 주장한다.

## 같이 보기
- 공유지의 비극